# Боклач Катерина Володимирівна
Катерина Боклач (нар. 16 січня 2004) — українська футболістка, воротар французького футбольного клубу «Нант».

## Клубна кар'єра
Професійну футбольну кар'єру розпочала  в команді з села Великий Кучурів — «Буковинська Надія». З 2019 року грала за столичний «Інвіктус», що виступав в першій лізі.
В 2020-му році Катерина перейшла до «Ладомиру», який на той час вже грав у вищій лізі країни. Через російську агресію в 2022-му році Боклач переїхала до Польщі, де заявилась до складу жіночої секції футбольного клубу «Гурник» з Ленчни. 
В тому ж сезоні Катерину запросили перейти до складу вірменської «Хаяси» для участі в Лізі Чемпіонів. Після виступу у єврокубку українка залишила вірменський клуб і підписала контракт з французькою командою «GF38 Féminines» з міста Гренобль.
Боклач добре себе проявила в другому по силі дивізіоні Франції й отримала пропозицію на перехід в жіночу команду іменитого футбольного клубу —Олімпік (Марсель). Жіночий «Марсель» в тому сезоні боровся за вихід до Дивізіону 1, тому підсилив свою проблемну позицію перспективною гравчинею з України. На презентації Катерина Боклач отримала командну футболку з першим ігровим номером.
В січні 2025 року Катерина Боклач заключила контракт з командою «Нант». 

## Кар'єра в збірній
Виступала за юнацьку та молодіжну збірну України.
Вперше була викликана до національної збірної України на кваліфікаційні ігри до  Чемпіонату Світу 2023.
Катерина Боклач стала резервним голкіпером легенди та ветерана збірної — Катеріни Самсон.